# Zwevende vloer

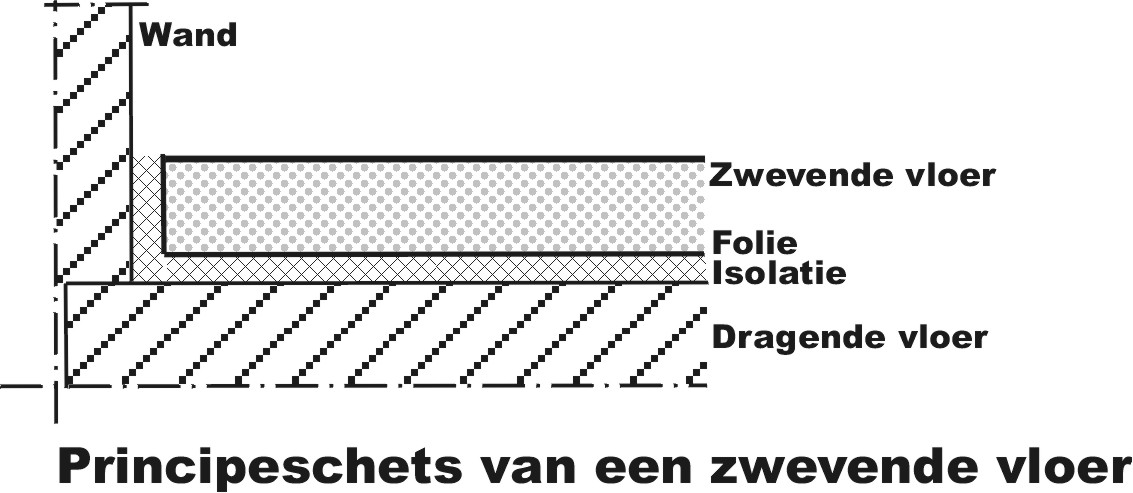
Zwevende vloer

Een zwevende vloer is een dekvloer die als het ware losliggend op een dragende vloer wordt aangebracht.

## Typen zwevende vloer
Akoestisch isolerende zwevende vloerDeze verbetert de lucht- en/of contactgeluidsisolatie van (woningscheidende) vloeren. In Nederland voldoen de vloeren van woningen gebouwd voor 1975 vaak niet aan de huidige normen, zoals gesteld in het Bouwbesluit. Soms is er vloerverwarming en worden er ook andere leidingen in de vloer weggewerkt. De akoestisch isolerende zwevende vloeren toegepast in de woningbouw zijn voor ongeveer 90% bedoeld om de geluidsisolatie te verbeteren.
Thermisch isolerende zwevende vloerDeze is bedoeld om de thermische isolatie te verbeteren. Vaak wordt hierbij meteen ook vloerverwarming toegepast en is de vloer steenachtig (plavuizen, natuursteen op een cementgebonden vloer).

## Constructie
Een zwevende vloer wordt aangebracht op verend isolatiemateriaal om contact en luchtgeluid zo veel mogelijk te beperken, zodat de dragende en de zwevende vloer onafhankelijk van elkaar kunnen werken (bewegen). Langs de randen van de vloer, bij de aansluiting tegen de wanden dient een strook isolatiemateriaal aangebracht te worden, zodat rechtstreeks contact met de constructieve delen van de ruimte daar vermeden wordt.
De vloer kan gemaakt worden van hout en/of van materiaal op basis van hout, maar ook van steenachtige materialen zoals cement(gebonden) of gips(gebonden). Voor extra sterkte kan een dergelijke vloer gelegd worden op een stalen wapeningsplaat (zwaluwstaartplaat).